# Emma Wade
Emma Wade, född 1980, är en friidrottare från Belize. Hon deltog vid olympiska sommarspelen 2000 och olympiska sommarspelen 2004.